# تخفيف النظائر

المبدأ الأساسي لتخفيف النظائر
إضافة معيار مُثقل نظيرياً إلى العينة يُغير التركيب النظيري الطبيعي للمادة المحللة. بقياس التركيب النظيري الناتج، يمكن حساب كمية المادة الموجودة في العينة بدقة.

تخفيف النظائر (Isotope dilution) هي تقنية تحليلية كمية تُستخدم لتحديد كمية المواد الكيميائية بدقة عالية. تعتمد هذه الطريقة على إضافة كمية معروفة من مادة مُثقلة نظيرياً (معيار نظيري) إلى العينة التي يُراد تحليلها. يختلط المعيار مع العينة فيحدث "تخفيف" في نسبة النظائر، ويُقاس التركيب النظيري الجديد بدقة. وبمقارنة نسب النظائر قبل وبعد الإضافة، يمكن حساب كمية المادة الأصلية في العينة بدقة فائقة. تُعد هذه الطريقة من تقنيات المعايرة الداخلية، وتختلف عن الطرق التقليدية التي تعتمد على شدة الإشارة فقط، إذ تعتمد على نسب الإشارات، ما يجعلها ذات موثوقية ومكانة عالية في القياسات الكيميائية.
تعتمد هذه التقنية على خاصية النظائر، سواء كانت مستقرة أو مشعة، في إظهار سلوك كيميائي متماثل، مما يسمح باستخدامها كمعايير دقيقة دون التأثير على التفاعلات أو التوزيع الكيميائي في العينة.
تُستخدم تقنية تخفيف النظائر في مجالات متعددة مثل الكيمياء التحليلية، والعلوم البيئية، والطب النووي، والجيوكيمياء، وتُعتبر من أدق الطرق لقياس كميات المواد الضئيلة بدقة وموثوقية عالية.

## التاريخ المبكر
يُعتبر استخدام طريقة النظائر المشعة كأداة تحليلية الأساس الذي بُني عليه مبدأ تخفيف النظائر. فقد طور الكيميائي المجري جورج دي هيفيسي في أوائل القرن العشرين تقنية استخدام النظائر المشعة كمتتبع في الدراسات الكيميائية والبيولوجية، وحصل على جائزة نوبل في الكيمياء عام 1943 تقديرًا لجهوده في هذا المجال.
من التطبيقات الأولى لطريقة تخفيف النظائر كان تحديد ذوبانية مركبات كبريتيد الرصاص والكرومات الرصاصية في عام 1913 بواسطة جورج دي هيفيسي وفريتز بانيث، حيث استخدما النظائر المشعة لتتبع التفاعلات الكيميائية وحساب التركيزات بدقة عالية، مما أثبت فعالية هذه التقنية في التحليل الكيميائي.
في الثلاثينيات، قام الكيميائي الحيوي الأمريكي ديفيد ريتنبرغ بتوسيع استخدام تقنية تخفيف النظائر لتشمل الدراسات البيوكيميائية، مما مكنه من دراسة العمليات الأيضية داخل الخلايا بتفصيل غير مسبوق، وأسهم في فهم أعمق لآليات الحياة على المستوى الجزيئي.

## مثال توضيحي

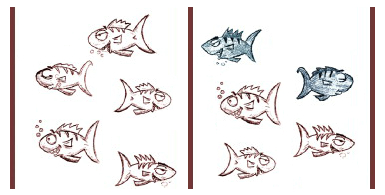
رسم توضيحي تعليمي لطريقة تخفيف النظائر باستخدام مثال عد الأسماك في بحيرة

تشبه طريقة تخفيف النظائر في مبادئها طريقة "العلامة والإعادة" (Mark and Recapture) المستخدمة في علم البيئة لتقدير حجم عدد الكائنات الحية في منطقة معينة.
على سبيل المثال، إذا أراد عالم بيئة تقدير عدد الأسماك في بحيرة، يمكنه إضافة عدد معروف من الأسماك الموسومة (مثلاً 5 أسماك صفراء) إلى البحيرة التي تحتوي على أسماك غير موسومة (زرقاء). بعد فترة، يتم صيد عينة من الأسماك ويُلاحظ نسبة الأسماك الموسومة إلى غير الموسومة. إذا كانت النسبة 1 إلى 10 (موسومة إلى غير موسومة)، يمكن تقدير عدد الأسماك الأصلية في البحيرة بالمعادلة:
{\displaystyle n_{\mathrm {A} }=n_{\mathrm {B} }\times {\frac {10}{1}}=50}
حيث:
{\displaystyle n_{A}} هو عدد الأسماك الأصلية في البحيرة،
{\displaystyle n_{B}} هو عدد الأسماك المضافة.
في تحليلات تخفيف النظائر، تكون "الأسماك" هي نظائر المادة الكيميائية، والـ"نسبة" هي نسبة النظائر المختلفة التي تُقاس بعد خلط العينة مع المعيار النظيري.
هذه نظرة مبسطة لتخفيف النظائر، لكنها توضح السمات الأساسية للطريقة. ومع ذلك، قد تنشأ حالات أكثر تعقيدًا عندما يصبح التمييز بين المادة الأصلية والمُعلّمة غير واضح. على سبيل المثال، قد يحتوي "النظام" (كالـ"بحيرة" في المثال) مسبقًا على كمية قليلة من المادة المُعلّمة من تجارب سابقة، أو قد تحتوي المادة المُضافة على كمية ضئيلة من المادة الأصلية.
في المختبر، يمثل هذا السيناريو حالة وجود مركب في العينة يحتوي على نظائر رئيسية ("زرقاء") وثانوية ("صفراء") بشكل طبيعي. ثم يُضاف معيار مُخصّب في النظير الثانوي إلى العينة، ويتم تحليل الخليط الناتج.
وبالعودة إلى تشبيه الأسماك، يمكن استخدام المعادلة التالية لحساب كمية المادة الأصلية:
{\displaystyle n_{\mathrm {A} }=n_{\mathrm {B} }\times {\frac {R_{\mathrm {B} }-R_{\mathrm {AB} }}{R_{\mathrm {AB} }-R_{\mathrm {A} }}}\times {\frac {1+R_{\mathrm {A} }}{1+R_{\mathrm {B} }}}}
حيث:
{\displaystyle n_{\mathrm {A} }}: كمية المادة الأصلية في العينة
{\displaystyle n_{\mathrm {B} }}: كمية المعيار النظيري المُضاف
{\displaystyle R_{\mathrm {A} }}: النسبة النظيرية في المادة الأصلية
{\displaystyle R_{\mathrm {B} }}: النسبة النظيرية في المادة المُضافة (المعيار)
{\displaystyle R_{\mathrm {AB} }}: النسبة النظيرية في الخليط بعد الإضافة

## التطبيقات
تُستخدم تقنية تخفيف النظائر بشكل شبه حصري مع مطيافية الكتلة في التطبيقات التي تتطلب دقة عالية جدًا. تعتمد جميع المعاهد الوطنية للقياس على هذه التقنية عند إنتاج المواد المرجعية المعتمَدة، وذلك بهدف ضمان التتبع إلى النظام الدولي للوحدات وتحقيق نتائج موثوقة قابلة للمقارنة بين المختبرات.
بالإضافة إلى دقتها العالية، تُستخدم هذه الطريقة أيضًا عندما تكون استعادة المادة المطلوب تحليلها منخفضة، إذ إن النسبة النظيرية تبقى محفوظة حتى في حال الفقد الجزئي أثناء التحضير أو التحليل.
كما يمكن استخدام النظائر المشعة بجانب النظائر المستقرة في هذه التقنية، وهو ما يُطبق بكثرة في المجالات الطبية الحيوية، مثل تقدير حجم الدم الكلي في جسم الإنسان من خلال تتبع التوزيع النظيري في الدورة الدموية.

## طريقة التخفيف الأحادي
تُفترض هنا وجود مادة تحليل طبيعية غنية بالنظير iA (يرمز لها بـ A)، ونفس المادة مخصّبة بالنظير jA (يرمز لها بـ B). بعد مزج العيّنة بالمعيار، يُقاس التركيب النظيري الناتج للمزيج (AB)، ويُحسب على النحو الآتي:
{\displaystyle R_{AB}={\frac {n(^{i}\mathrm {A} )_{AB}}{n(^{j}\mathrm {A} )_{AB}}}}
إذا كانت كمية المادة النظيرية المضافة معروفة (nB)، يمكن حينها حساب كمية المادة الأصلية (nA) باستخدام المعادلة:
{\displaystyle n_{\mathrm {A} }=n_{\mathrm {B} }\times {\frac {R_{\mathrm {B} }-R_{\mathrm {AB} }}{R_{\mathrm {AB} }-R_{\mathrm {A} }}}\times {\frac {x(^{j}\mathrm {A} )_{\mathrm {B} }}{x(^{j}\mathrm {A} )_{\mathrm {A} }}}}
حيث:
- RA هو نسبة كميات النظائر في المادة الطبيعية.
- RB هو نسبة كميات النظائر في المادة المخصّبة.
- RAB هو نسبة كميات النظائر في الخليط.
- x(jA)A هو الوفرة النظيرية للنظير الثانوي في العيّنة.
- x(jA)B هو الوفرة النظيرية للنظير في المعيار.
بالنسبة للعناصر ذات نظيرين مستقرين فقط (مثل البورون والكلور والفضة)، يمكن تبسيط المعادلة إلى:
{\displaystyle n_{\mathrm {A} }=n_{\mathrm {B} }\times {\frac {R_{\mathrm {B} }-R_{\mathrm {AB} }}{R_{\mathrm {AB} }-R_{\mathrm {A} }}}\times {\frac {1+R_{\mathrm {A} }}{1+R_{\mathrm {B} }}}}
في التحليل باستخدام كروماتوغرافيا الغاز، يمكن أن تقلّل هذه الطريقة من نسبة الخطأ من 5٪ إلى أقل من 1٪. وفي التحليل الكتلي (Isotope Dilution Mass Spectrometry, IDMS)، يمكن أن تصل الدقة إلى 0.25٪ أو أقل.

### التركيب الأمثل للخليط
بشكل مبسّط، يتحدد عدم اليقين في نتائج القياس بشكل أساسي من دقة قياس النسبة النظيرية {\displaystyle R_{AB}}:
{\displaystyle u(n_{\mathrm {A} })^{2}\propto \left({\frac {\partial n_{\mathrm {A} }}{\partial R_{\mathrm {AB} }}}\right)^{2}u(R_{\mathrm {AB} })^{2}=n_{\mathrm {A} }^{2}{\frac {(R_{\mathrm {A} }-R_{\mathrm {B} })^{2}}{(R_{\mathrm {A} }-R_{\mathrm {AB} })^{2}(R_{\mathrm {AB} }-R_{\mathrm {B} })^{2}}}u(R_{\mathrm {AB} })^{2}}
ومنها نحصل على عدم اليقين النسبي:
{\displaystyle u_{\mathrm {r} }(n_{\mathrm {A} })^{2}\propto {\frac {(R_{\mathrm {A} }-R_{\mathrm {B} })^{2}}{(R_{\mathrm {A} }-R_{\mathrm {AB} })^{2}(R_{\mathrm {AB} }-R_{\mathrm {B} })^{2}}}\,u(R_{\mathrm {AB} })^{2}}
يحدث أقل عدم يقين نسبي عندما يكون المشتق الأول بالنسبة لـ {\displaystyle R_{AB}} مساويًا للصفر، ويفترض عادة في مطيافية الكتلة أن {\displaystyle u(R_{AB})/R_{AB}} ثابت، فيتم استبدال {\displaystyle u(R_{AB})} بـ {\displaystyle R_{AB}}.
الحل يؤدي إلى أن التركيب الأمثل للخليط {\displaystyle AB} هو المتوسط الهندسي للتركيبين النظيريين للمادة الأصلية (A) والمادة المضافة (B):
{\displaystyle R_{\mathrm {AB} }={\sqrt {R_{\mathrm {A} }R_{\mathrm {B} }}}}
لاحظ أن هذه الصيغة تقريبية وقد لا تنطبق في حالات خاصة مثل إحصاءات بواسون أو وجود ارتباط قوي بين نسب الإشارة

### طريقة التخفيف المزدوج
تتطلب طريقة التخفيف الأحادي معرفة التركيب النظيري للمادة المخصّبة (RB) وكمية المادة المخصّبة المضافة (nB)، وهما صعبتا التحديد نظراً لقلة وفرة النظائر المُخصّبة ومرضى نقاوتها. لذا يُحدد مقدار المعيار المُخصّب سلفاً عبر إجراء «تخفيف نظائري عكسي» (Reverse isotope dilution) باستخدام معيار من المادة الطبيعية (A*) قبل تطبيق تخفيف النظائر على العينة الحقيقية.
تحليل التخفيف العكسي لتحديد nB:
{\displaystyle n_{\mathrm {B} }=n_{\mathrm {A*} }\times {\frac {R_{\mathrm {A*} }-R_{\mathrm {A*B} }}{R_{\mathrm {A*B} }-R_{\mathrm {B} }}}\times {\frac {x(^{j}\mathrm {A} )_{\mathrm {A*} }}{x(^{j}\mathrm {A} )_{\mathrm {B} }}}}
تحليل تخفيف النظائر للعينة:
{\displaystyle n_{\mathrm {A} }=n_{\mathrm {B} }\times {\frac {R_{\mathrm {B} }-R_{\mathrm {AB} }}{R_{\mathrm {AB} }-R_{\mathrm {A} }}}\times {\frac {x(^{j}\mathrm {A} )_{\mathrm {B} }}{x(^{j}\mathrm {A} )_{\mathrm {A} }}}}
وبما أن التركيب النظيري للعينتين A وA* متطابق، يمكن الجمع بين المعادلتين لإزالة الحاجة لقياس nB فعلياً:
{\displaystyle n_{\mathrm {A} }=n_{\mathrm {A*} }\times {\frac {R_{\mathrm {A*} }-R_{\mathrm {A*B} }}{R_{\mathrm {A*B} }-R_{\mathrm {B} }}}\times {\frac {R_{\mathrm {B} }-R_{\mathrm {AB} }}{R_{\mathrm {AB} }-R_{\mathrm {A} }}}}
ويمكن تصميم طريقة التخفيف المزدوج بحيث يكون تركيب النظائر في الخليطين AB وA*B متطابقاً (RAB = RA*B)، مما يبسط المعادلة إلى:
{\displaystyle n_{\mathrm {A} }=n_{\mathrm {A*} }\quad (R_{\mathrm {A*B} }=R_{\mathrm {AB} }\;\wedge \;R_{\mathrm {A*} }=R_{\mathrm {A} })}

### طريقة التخفيف الثلاثي
لتجنُّب تلوُّث مطياف الكتلة بالمادة النظيرية المخصّبة (B)، يمكن قياس مزيج إضافي مكوّن من المعيار الأساسي (A*) والمادة المخصّبة (B) بدلاً من قياس المادة المخصّبة مباشرة. وقد طُرحت هذه الطريقة للمرة الأولى في السبعينيات وطُوّرت أكثر في عام 2002.

### الحسابات باستخدام منحنى المعايرة
يعتمد العديد من المحللين على بناء **منحنى معايرة** بدلاً من استخدام المعادلات التحليلية مباشرة. يتم تحضير سلسلة من الخلائط بين المعيار الطبيعي (A*) والمعيار النظيري (B)، ثم ترسم النسب النظيرية المقاسة في كل خليط مقابل نسبة كتلة العينة إلى كتلة محلول المعيار في الخليط. تظهر هذه الرسوم أحيانًا علاقات غير خطية، وعندها يتم غالبًا استخدام **الاقترانات متعددة الحدود** لوصف المنحنى تجريبيًا.
وعندما تكون منحنيات المعايرة غير خطية بوضوح، يمكن الاستعاضة عن الاقتران المتعدد الحدود باستخدام نسبة دالتين خطيتين (**تقريب بادé**)، والذي ثبت أنه يصف انحناء منحنيات تخفيف النظائر بدقة عالية.